# أوليفيا تشانس
أوليفيا تشانس (بالإنجليزية: Olivia Chance) هي لاعبة كرة قدم نيوزيلندية، ولدت في 5 أكتوبر 1993 في تاورانجا في نيوزيلندا. شاركت مع منتخب نيوزيلندا تحت 17 سنة للسيدات لكرة القدم ‏ ومنتخب نيوزيلندا الوطني لكرة القدم للنساء. أما مع النوادي، فقد لعبت مع Claudelands Rovers ‏.

## وصلات خارجية
- أوليفيا تشانس على موقع الاتحاد الدولي (مؤرشف)  (الإنجليزية)
- أوليفيا تشانس على موقع قاعدة بيانات كرة القدم.إي يو (الإنجليزية)
- أوليفيا تشانس على موقع Soccerway.com (الإنجليزية)
- أوليفيا تشانس على موقع عالم كرة القدم.نت (الإنجليزية)
- أوليفيا تشانس على موقع أوليمبيديا (الإنجليزية)
- أوليفيا تشانس على موقع اللجنة الأولمبية النيوزيلندية (الإنجليزية)